# Кафяв медосмукач
Кафяв медосмукач (Lichmera indistincta) е вид птица от семейство Meliphagidae.

## Разпространение
Видът е разпространен в Австралия, Индонезия, Източен Тимор и Папуа Нова Гвинея.